# Olse Merksem
L’Olse Merksem est un club omnisports belge anversois, il est surtout connu pour sa section handball.

## Histoire
Près de dix ans après l'entrée du Merksem SC à la Fédération, le 23 janvier 1937, des membres de l’Association des Anciens Élèves du Collège Saint-Edouard (en néerlandais : Oude-Leerlingen Sint-Eduardus Bond) créent une équipe de football qu'ils nomment OLSE-Voetbal. Cette formation ne s'affilie apparemment pas à l'URBSFA. Toutefois, OLSE-Voetbal connaît un certain succès et attire du monde au stade communal.
Par la suite, les autres sections virent le jour.

## Section
- Athlétisme : fondé en 1944, voir Olse Atletiek Club
- Football : fondé en 1921, voir KSC City Pirates, aujourd'hui[Quand ?] indépendant
- Handball : fondé en 1958, voir Olse Merksem HC
- Tennis : fondé en ?[Quand ?],  voir Olse Merksem TC